# Jake Fendley
John Phillip Fendley, detto Jake (Danville, 12 giugno 1929 – Oak Park, 9 agosto 2002), è stato un cestista statunitense, professionista nella NBA.

## Carriera
Venne selezionato dai Fort Wayne Pistons al terzo giro del Draft NBA 1951 (23ª scelta assoluta).